# Pedicularis wardii
Pedicularis wardii är en snyltrotsväxtart som beskrevs av Bonati. Pedicularis wardii ingår i släktet spiror, och familjen snyltrotsväxter. Inga underarter finns listade i Catalogue of Life.